# 泰米尔伊拉姆猛虎解放组织

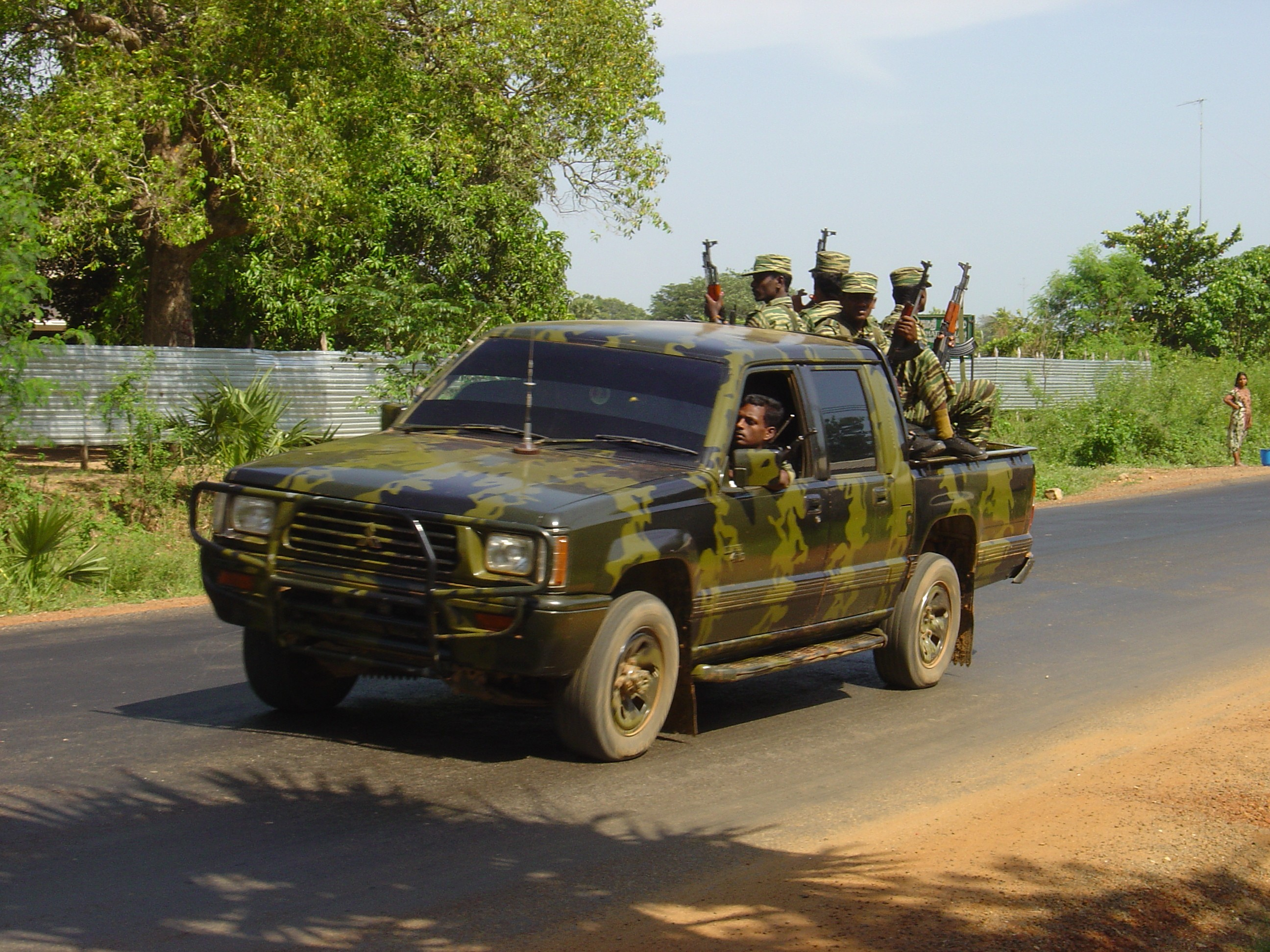
2004年時的猛虎組織卡車

泰米爾伊拉姆猛虎解放組織（缩写为），简称泰米尔猛虎组织，又称猛虎组织、泰米爾之虎，是一個曾盤踞於斯里兰卡東部和北部，由泰米爾族於1976年創建的民族主義武装组织，擅長游擊戰術，目標为在斯里兰卡东部和北部建立一個独立的泰米尔国家，為此持續與斯里兰卡政府進行武装斗争。“自杀式炸彈袭击”是猛虎组织最常用的抗爭手段，不少高官政要在袭击中遇难；此外，“猛虎组织”还对斯里兰卡境内建筑物、商业中心、军用设施甚至佛教圣地发动恐怖袭击。1998年1月，猛虎组织试图炸毁古都康提市著名的佛牙寺；为此，斯里兰卡政府宣布猛虎组织为非法组织。印度、美国、英国、加拿大以及欧盟先后確認其性質屬恐怖组织，並據此將其列入恐怖组织名单；2008年，它被30个国家列为恐怖组织。2009年5月18日，隨著總司令戰死，泰米爾之虎正式被斯里蘭卡軍隊消滅。然而官方網站新聞動態仍持續更新至2010年12月，官方網站則最終於2014年左右停止運營。

## 行事歷程
組織曾於2001年12月向斯里兰卡單方面宣佈停火，並於2002年3月與斯里兰卡正式簽訂停火協議，協議並由挪威主導的監察組織監察。但因為2005年12月的斯里兰卡總統選舉爭議，2006年7月开始，政府军違反停火協議开始向猛虎组织控制区发动大规模军事进攻，在两年多的时间里佔領了约1.5万平方公里的猛虎组织控制区，至2008年1月雙方正式終止停火協議。
猛虎组织根據地基利諾奇，在2009年1月2日被斯里蘭卡軍隊攻陷。同年1月25日，斯里蘭卡政府軍攻佔该組織控制的最後一座主要城鎮——穆萊蒂武區首府穆萊蒂武。
2009年5月16日，斯里蘭卡總統馬欣達·拉賈帕克薩宣佈内战结束，政府军取得胜利。猛虎组织于隔天承认战败。
2009年5月18日，据斯里兰卡当地媒体报道，猛虎组织最高领导人普拉巴卡兰当天在北部穆莱蒂武区被政府军殺害。

## 年表

### 開始活動
- 1972年，韋盧皮萊·普拉巴卡蘭成立坦米爾新猛虎組織（TNT）。
- 1975年5月5日，韋盧皮萊·普拉巴卡蘭將TNT與其他幾個組織合併之後，成立坦米爾伊拉姆猛虎解放組織（LTTE）。
- 1978年7月，斯里蘭卡政府宣告坦米爾伊拉姆猛虎解放組織（LTTE）為非法組織，並禁止其從事任何活動。
- 1983年7月23日，塔米爾伊拉姆猛虎解放組織在賈夫納半島埋設地雷，炸死斯里蘭卡政府軍13名士兵。
- 1985年4月，塔米爾伊拉姆猛虎解放組織與伊拉姆人民革命解放戰線（EPRLF）、坦米爾伊拉姆解放組織（TELO）、伊拉姆革命學生組織（EROS）共同組成伊拉姆民族解放戰線（ENLF）。
- 1985年5月14日，猛虎解放組織在佛教聖地「阿努拉德普勒」射殺146名僧迦羅人。
- 1986年5月13日，發動斯里蘭卡航空512號班機爆炸事件，導致21人被炸死。
- 1986年5月17日，塔米爾伊拉姆猛虎解放組織宣告退出伊拉姆民族解放戰線（ENLF）。
- 1987年1月，塔米爾伊拉姆猛虎解放組織針對其佔領地實施徵稅、教育、難民照顧、農村開發等事宜，並提供模擬電視廣播、發行郵票等政府服務，同時發表獨立宣言。
- 1987年4月21日，在斯里蘭卡首都可倫坡進行爆裂物恐怖攻擊，造成150人死亡。
- 1987年5月19日，在賈夫納圖書館與露天劇場進行爆裂物恐怖攻擊。
- 1987年9月14日，與印度武裝部隊爆發第一次武裝衝突。
- 1989年4月15日，接受斯里蘭卡政府和平停戰的建議，並進行談判。
- 1989年12月20日，被斯里蘭卡選舉委員會認定為政治團體「解放之虎人民戰線」。
- 1990年4月12日，停止在北部與東部佔領區徵稅。

### 首輪停火協議破裂後
- 1990年6月7日，在瓦武尼亞區阿曼泰鎮（英语：Omanthai）與政府軍發生武裝衝突，停戰協議遭破壞，雙方再次交戰。
- 1991年5月21日，成功暗殺印度前總理拉吉夫·甘地。
- 1992年11月17日，成功暗殺斯里蘭卡海軍總司令Franz Ferdinand。
- 1993年5月1日，成功暗殺斯里蘭卡總統普雷馬達薩
- 1994年10月24日，成功暗殺斯里蘭卡總統候選人加米尼（英语：Gamini Dissanayake），同時有51名支持者死亡。
- 1995年1月7日，斯里蘭卡總統於國會發表演說，希望能與LTTE停戰，向猛虎解放組織釋出善意。
- 1995年4月18日，LTTE單方面宣告停戰破裂。隔日（4月19日）爆破2艘汽船。
- 1995年10月17日，斯里蘭卡政府軍訂定以「奪回賈夫納半島」的作戰計畫。
- 1995年12月2日，斯里蘭卡政府軍進佔賈夫納半島。LTTE將總部遷至基利諾奇。
- 1996年1月31日，LTTE用汽車炸彈爆破斯里蘭卡中央銀行，造成92人死亡。
- 1996年7月14日，LTTE製造火車爆炸事件，造成70人死亡、600人受傷。
- 1996年7月18日，LTTE奇襲政府軍軍事基地，造成政府軍1,200人死亡。
- 1996年9月29日，斯里蘭卡政府軍佔領基利諾奇。
- 1997年10月，LTTE開始發動大規模反擊。斯里蘭卡政府軍在各地衝突中敗北，斯里蘭卡北方三座城市遭到洗劫。
- 1997年10月8日，包括美國在內的30個國家與國際組織宣告LTTE為恐怖組織。
- 1998年3月5日，斯里蘭卡首都可倫坡的馬拉泰那車站發生爆炸事件，造成37人死亡。
- 1998年5月17日，暗殺親政府派的賈夫納市長（泰米爾籍）。
- 1998年9月28日，LTTE奪回基利諾奇。根據統一國民黨黨魁在國會的報告，政府軍死傷人數約在4,000人以上。
- 1999年9月18日，LTTE襲擊三個僧迦羅人的聚居村落，造成56人死亡。
- 2000年，在挪威等國斡旋下，雙方開始和談。
- 2001年7月24日，發動班達拉奈克國際機場衝突（英语：Bandaranaike Airport attack），炸毀3架民航機和8架軍機。
- 2002年2月，猛虎組織與斯里蘭卡政府在斯德哥爾摩簽署了一份永久性的停火協議，猛虎組織放棄獨立建國轉而追求自治，斯里蘭卡政府也於當年9月4日解除了對猛虎組織的禁令，承認其為合法組織。
- 2002年9月16-18日，斯里蘭卡政府和猛虎組織代表在泰國東南部春武里府的梭桃邑海軍基地進行首次和談。此後6年，雙方先後進行了8輪直接談判，但武裝衝突並未停息，該停火協議最終亦名存實亡。

### 第二輪停火協議破裂後
- 2006年7月，政府軍開始向猛虎組織控制區發動大規模軍事進攻，在兩年多的時間裡收復了約1.5萬平方公里的猛虎組織控制區。
- 2008年3月，斯里蘭卡政府指控猛虎組織領導人普拉巴卡蘭干犯謀殺罪。
- 2009年1月2日，斯里蘭卡總統拉賈帕克薩宣布，政府軍當天攻占了猛虎組織的大本營基利諾奇。
- 2009年1月7日，斯里蘭卡政府決定重新禁止猛虎組織活動，這表明在政府軍不斷取得軍事勝利的情況下，斯里蘭卡政府已不再把猛虎組織作為對抗對手。
- 2009年1月25日，政府軍攻入猛虎組織控制的最後一個主要城鎮——北部省穆萊蒂武。
- 2009年2月5日，政府軍攻克猛虎組織最後一個海上武裝基地。
- 2009年4月初，政府軍攻占了猛虎組織在北部地區的最後一個主要據點普杜庫迪伊魯普，部分猛虎組織成員撤離到斯里蘭卡北部穆萊蒂武區附近的“安全區”內。
- 2009年4月20日，斯里蘭卡政府軍攻入猛虎組織最後據守的“安全區”。
- 2009年4月26日，斯里蘭卡政府拒絕了猛虎組織當天的單方面停火聲明。
- 2009年5月15日，斯里蘭卡總統馬欣達·拉賈帕克薩已宣布，將在48小時內解救出猛虎組織控制區域的所有被困平民，並收復所有被該組織控制的領土。
- 2009年5月16日斯里蘭卡政府軍收復斯里蘭卡反政府武裝泰米爾伊拉姆猛虎解放組織（猛虎組織）控制的最後一段海岸線。同日馬欣達·拉賈帕克薩總統在約旦接受訪問時稱，斯里蘭卡政府軍已經擊敗泰米爾伊拉姆猛虎解放組織（猛虎組織）。
- 2009年5月17日猛虎組織承認與政府軍長達25年的戰爭失敗，宣布放下武器，結束與政府軍的戰鬥。斯里蘭卡政府方面則表示無法相信猛虎組織“放下武器”的聲明，政府軍將繼續進攻猛虎組織控制的最後一片叢林，以收復“每一寸國土”。
- 2009年5月18日，斯里蘭卡政府軍在穆萊蒂武區擊斃反政府武裝泰米爾伊拉姆猛虎解放組織最高領導人普拉巴卡蘭後，宣布斯里蘭卡內戰結束。

## 后续
马来西亚警方于2019年10月10日和12日扣押了共12名疑似支持淡米尔之虎的印裔男子，当中包括民主行动党的2名州议员。
2020年9月3日，马来西亚前首相马哈迪·莫哈末在首要领导基金会召开记者会时承认，在他任首相期间，曾致函时任内政部长慕尤丁，以在恐怖组织名单中撤销“淡米尔之虎”的名字，但他说，这不意味他支持该组织。马哈迪也说，这事情发生在斯里兰卡，并非马来西亚，因此政府无需采取有关行动。

## 外部連結
斯里蘭卡政府網站
- Sri Lankan Defence Ministry （页面存档备份，存于）
- Media Center for National Security